# Дивизия Траво (Первая империя)
Пехотная дивизия Траво (фр. Division d'infanterie de Travot) — пехотная дивизия Франции периода наполеоновских войн. Сформирована императором 2 августа 1807 года в составе наблюдательного корпуса Жиронды, который находился под началом генерала Жюно. В состав дивизии вошли: Южный легион, Ганновесркий легион, 66-й полк линейной пехоты, 82-й полк линейной пехоты, 26-й полк линейной пехоты, 3-й батальон 31-го полка лёгкой пехоты и батальон 32-го полка лёгкой пехоты. Командиром дивизии был назначен генерал Траво. После формирования, дивизия должна отправиться в Байонну.

## Подчинение и номер дивизии
- 3-я пехотная дивизия наблюдательный корпус Жиронды Армии Португалии (2 августа 1807 года);
- 3-я пехотная дивизия 8-й армейский корпус Армия Испании (15 октября 1808 года),
- 4-я пехотная дивизия 2-й армейский корпус Армия Испании (2 января 1809 года),
- 3-я пехотная дивизия 6-й армейский корпус Армия Испании (31 января 1810 года),
- 3-я пехотная дивизия 6-й армейский корпус Армия Португалии (17 апреля 1810 года),
- 5-я пехотная дивизия Армии Португалии (4 апреля 1811 года);
- 3-я пехотная дивизия Северной армии (март 1813 года);
- 7-я пехотная дивизия Пиренейской армии (16 июля 1813 года);
- 7-я пехотная дивизия 7-го армейского корпуса Великой Армии (8 февраля 1814 года).

## Состав дивизии
на 15 ноября 1808 года:
- командир — дивизионный генерал Этьен Эдле де Бьер
  - 31-й полк лёгкой пехоты / 1 батальон
  - 32-й полк лёгкой пехоты / 1 батальон
  - 26-й полк линейной пехоты / 2 батальона
  - 66-й полк линейной пехоты / 2 батальона
  - 82-й полк линейной пехоты / 1 батальон
  - Южный легион / 1 батальон
  - Ганноверский легион / 1 батальон
    - Всего: 9 батальонов[2]

на 1 февраля 1809 года:
- командир — дивизионный генерал Этьен Эдле де Бьер
  - 26-й полк линейной пехоты / 2 батальона
  - 66-й полк линейной пехоты / 2 батальона
  - 15-й полк лёгкой пехоты / 1 батальон
  - 32-й полк лёгкой пехоты / 1 батальон
  - 82-й полк линейной пехоты / 1 батальон
  - Южный легион / 1 батальон
  - Ганноверский легион / 1 батальон
  - Парижская гвардия / 1 батальон
  - 20-я рота 3-го полка пешей артиллерии
  - 9-я рабочая рота
    - Всего: 3158 человек, 12 батальонов[3]

на 15 января 1810 года:
- командир — дивизионный генерал Этьен Эдле де Бьер
  - 26-й полк линейной пехоты / 4 батальона
  - 82-й полк линейной пехоты / 4 батальона
  - 66-й полк линейной пехоты / 3 батальона
  - Южный легион / 1 батальон
  - Ганноверский легион / 1 батальон
  - 15-й полк лёгкой пехоты / 1 батальон
  - 32-й полк лёгкой пехоты / 1 батальон
  - два веременных батальона
    - Всего: 12250 человек, 17 батальонов[4]

на 15 марта 1811 года:
- командир — дивизионный генерал Луи Луазон
- 1-я бригада (командир — бригадный генерал Эдуар Симон)
  - Южный легион / 1 батальон
  - Ганноверский легион / 2 батальона
  - 26-й полк линейной пехоты / 3 батальона
- 2-я бригада (командир — бригадный генерал Клод Фере)
  - 32-й полк лёгкой пехоты / 1 батальон
  - 66-й полк линейной пехоты / 3 батальона
  - 82-й полк линейной пехоты / 2 батальона
    - Всего: около 5000 человек, 12 батальонов[5]

на 1 мая 1812 года:
- командир — дивизионный генерал Антуан Попон де Мокюн
- 1-я бригада (командир — бригадный генерал Жан Томьер)
  - 15-й полк линейной пехоты / 3 батальона
  - 66-й полк линейной пехоты / 2 батальона
- 2-я бригада (командир — бригадный генерал Жак Монфор)
  - 82-й полк линейной пехоты / 2 батальона
  - 86-й полк линейной пехоты / 2 батальона
- артиллерия
  - 11-я рота 8-го полка пешей артиллерии
  - 2-я рота 12-го батальона обоза
  - 4-я рота 12-го батальона обоза
  - 6-я рота 12-го батальона обоза
    - Всего: около 5140 человек, 9 батальонов[6]

на 15 марта 1813 года:
- командир — дивизионный генерал Антуан Попон де Мокюн
- 1-я бригада (командир — бригадный генерал Жак Монфор)
  - 17-й полк лёгкой пехоты / 2 батальона
  - 15-й полк линейной пехоты / 2 батальона
- 2-я бригада (командир — бригадный генерал Пьер Пиното)
  - 66-й полк линейной пехоты / 1 батальон
  - 82-й полк линейной пехоты / 1 батальона
  - 86-й полк линейной пехоты / 1 батальона
- артиллерия (командир — командир батальона Бланза)
  - 11-я рота 8-го полка пешей артиллерии
  - 2-я рота 2-бис батальона обоза
  - 4-я рота ремесленников
    - Всего: около 4800 человек, 7 батальонов, 4 орудия[7]

на 16 июля 1813 года:
- командир — дивизионный генерал Антуан Попон де Мокюн
- 1-я бригада (командир — бригадный генерал Жак Монфор)
  - 17-й полк лёгкой пехоты
  - 15-й полк линейной пехоты
- 2-я бригада (командир — бригадный генерал Пьер Пиното)
  - 66-й полк линейной пехоты
  - 82-й полк линейной пехоты
  - 36-й полк линейной пехоты
  - 84-й полк линейной пехоты
- артиллерия
  - 19-я рота 1-го полка пешей артиллерии
  - 5-я рота 12-го батальона обоза
    - Всего: около 4100 человек[8]

на 1 декабря 1813 года:
- командир — дивизионный генерал Жан Леваль
- 1-я бригада (командир — бригадный генерал Пьер Пиното)
  - 10-й полк лёгой пехоты / 2 батальона
  - 3-й полк линейной пехоты / 1 батальон
  - 15-й полк линейной пехоты / 1 батальон
- 2-я бригада (командир — бригадный генерал Жак Монфор)
  - 17-й полк лёгкой пехоты / 2 батальона
  - 101-й полк линейной пехоты / 1 батальон
  - 105-й полк линейной пехоты / 2 батальона
- артиллерия
  - 19-я рота 1-го полка пешей артиллерии
  - 5-я рота 12-го батальона обоза
    - Всего: около 4704 человека, 9 батальонов[9]

## Командование дивизии

### Командиры дивизии
- дивизионный генерал Жан-Пьер Траво (2 августа 1807 – 9 ноября 1808)
- дивизионный генерал Этьен Эдле де Бьер (9 ноября 1808 – 31 января 1810)
- дивизионный генерал Луи Луазон (31 января 1810 – 23 марта 1811)
- дивизионный генерал Клод Фере (23 марта 1811 – 7 апреля 1811)
- бригадный (с 26 мая 1811 - дивизионный генерал) Антуан Попон де Мокюн (7 апреля 1811 – 22 октября 1813)
- дивизионный генерал Жан Леваль (22 октября 1813 – 12 мая 1814)